# O. L. Weeks
O.L. 'Ollie' Weeks (1914-25 de mayo de 2002) fue un horticultor rosalista, empresario propietario de viveros, hibridador de rosas y creador de nuevas variedades de rosas nuevas estadounidense.
Weeks junto con su esposa fundaron una empresa multimillonaria de cultivo y producción de rosas, una de las más importantes sociedades de horticultura en el mundo, que tiene su centro de investigación, viveros y jardines de ensayo en el condado de Kern, en el valle de San Joaquín, cerca de la ciudad de Wasco (California), durante casi 50 años, hasta su retiro en 1985.

## Historia
O.L. "Ollie" Weeks, dejó la pequeña población de Rotan (Texas), cuando tenía 3 meses de edad y se estableció en el Valle Imperial de California con sus padres, que recogían algodón. A partir de los 12 años, estuvo durante los veranos trabajando en un vivero, donde uno de sus puestos de trabajo era embalando rosas para el envío.
En 1937, Weeks era un capataz de la producción para el procesador de cítricos "Treesweet Products Co." en Santa Ana cuando comenzó el cultivo de rosas como una actividad secundaria.
Se casó con Verona, una secretaria del "Army Corps of Engineers" (Cuerpo de Ingenieros del Ejército), en 1938. Ella es su único superviviente inmediato.
Después de que terminara la Segunda Guerra Mundial y la base aérea del ejército en Santa Ana, donde trabajó Verona cerrara, la familia Weeks decidió seguir cultivando rosas a tiempo completo. Para 1952, se habían unido a otros cultivadores de rosas en Chino. Cuando el déficit de viviendas de la posguerra hizo la tierra demasiado preciosa en la zona, se trasladaron con sus operaciones de cultivo de agricultura respetuosa a Wasco, cerca de Bakersfield, que se estaba convirtiendo rápidamente en la capital del cultivo de rosas del estado.
En su punto máximo, "Weeks Wholesale Rose Grower" cosechaba y vendía más de 2 millones de plantas cada año. Tenía alrededor de 300 hectáreas en cultivo en Wasco y Chino, y cultivaba más de 200 variedades.
Durante una década a partir de 1954, Weeks colaboró con el creador de rosas Herbert C. Swim para producir una cantidad de rosas que han perdurado en el mercado actual. La más famosa es 'Mr. Lincoln', una rosa roja por excelencia, de tallo largo y rica en fragancia, que ha sido un éxito de ventas desde su lanzamiento a mediados de la década de 1960.
Cuando su asociación con Swim terminó, Weeks continuó creando rosas de éxito esta vez por su propia cuenta. Entre sus más conocidas están 'Perfume Delight', una profunda belleza de color rosa con un olor único, y 'Paradise', una lavanda inusual en las rosas con un rubor de color ciruela oscuro. Ellos estaban entre sus ganadores All-America Rose Selections, que también incluyeron destacados nombres como 'Arizona', 'Bing Crosby' y 'Sweet Surrender'.
Weeks fue un creador de híbridos de rosas nuevas líder que se enfocó especialmente en las flores de tonos rojos. Weeks ha creado muchas rosas premiadas. Varias, incluyendo una inusual rosa lavanda llamada 'Paradise', que fue galardonada en 1979 por All-America Rose Selections, los Óscar del mundo de la rosa.
Aunque Weeks consiguió elegantes creaciones de rosas nuevas sin embargo era conocido como el "financiero de las rosas" por todo el mundo; esta atención "podría importarle menos", dijo Harold Young, director y editor de la publicación comercial de « "Pacific Coast Nurseryman" », que conocía a Weeks desde hacía más de 40 años, puntualizando que "fue impulsado por su amor a las rosas. Eran su distracción y su medio de vida."
Weeks vendió su compañía en 1985 a un grupo que incluía a exempleados de Armstrong Nurseries. En la actualidad es propiedad de "International Garden Products", un grupo de empresas hortícolas.
En el año 2001, la familia Weeks vendió los últimos 28 acres de tierra de su negocio de rosas y donó los $ 4,3 millones en ganancias para el "Good Samaritan Hospital", donde Ollie Weeks había sido tratado de cáncer de esófago en 1996. El hospital utilizó la donación para ampliar y mejorar sus programas de tratamiento del cáncer.

## Algunos de losobtentoresde rosas Weeks

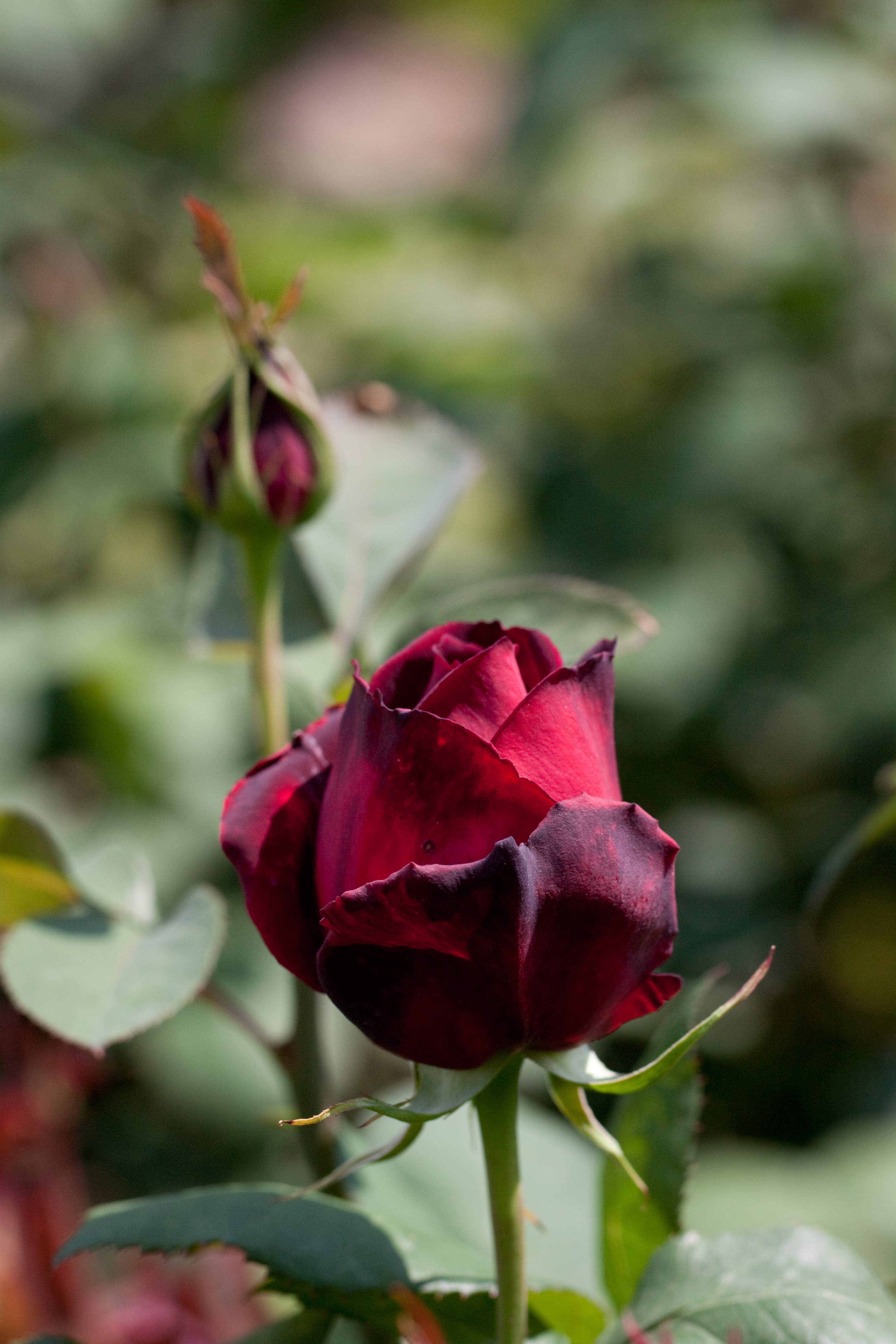
'Oklahoma', Swim & Weeks 1963.
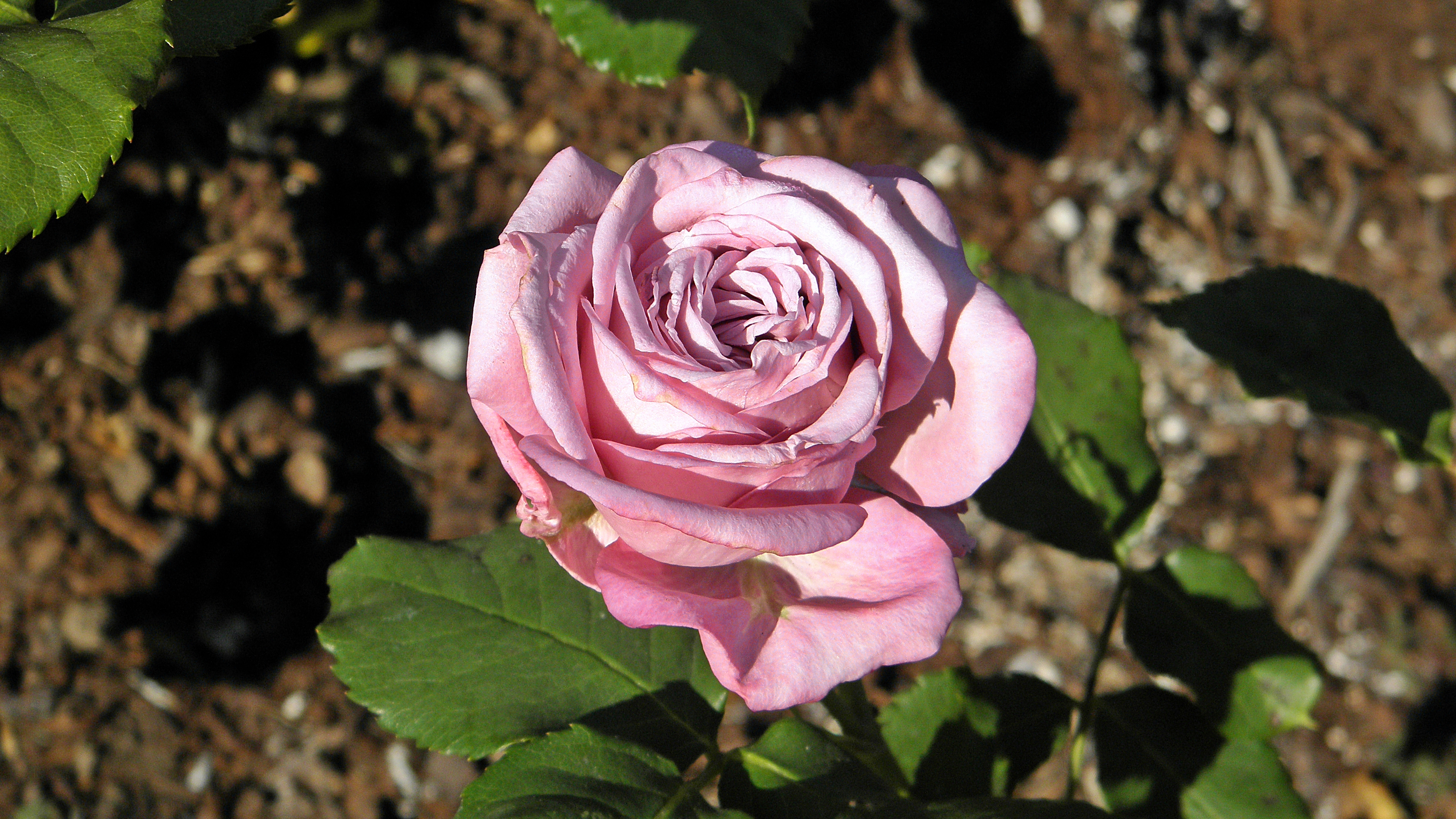
'Lilac Dawn', Swim & Weeks 1964.
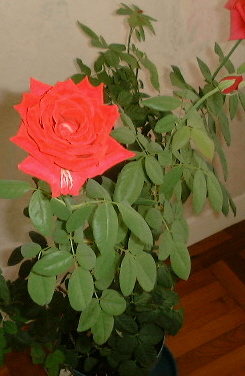
'Mister Lincoln', Swim & Weeks 1964.
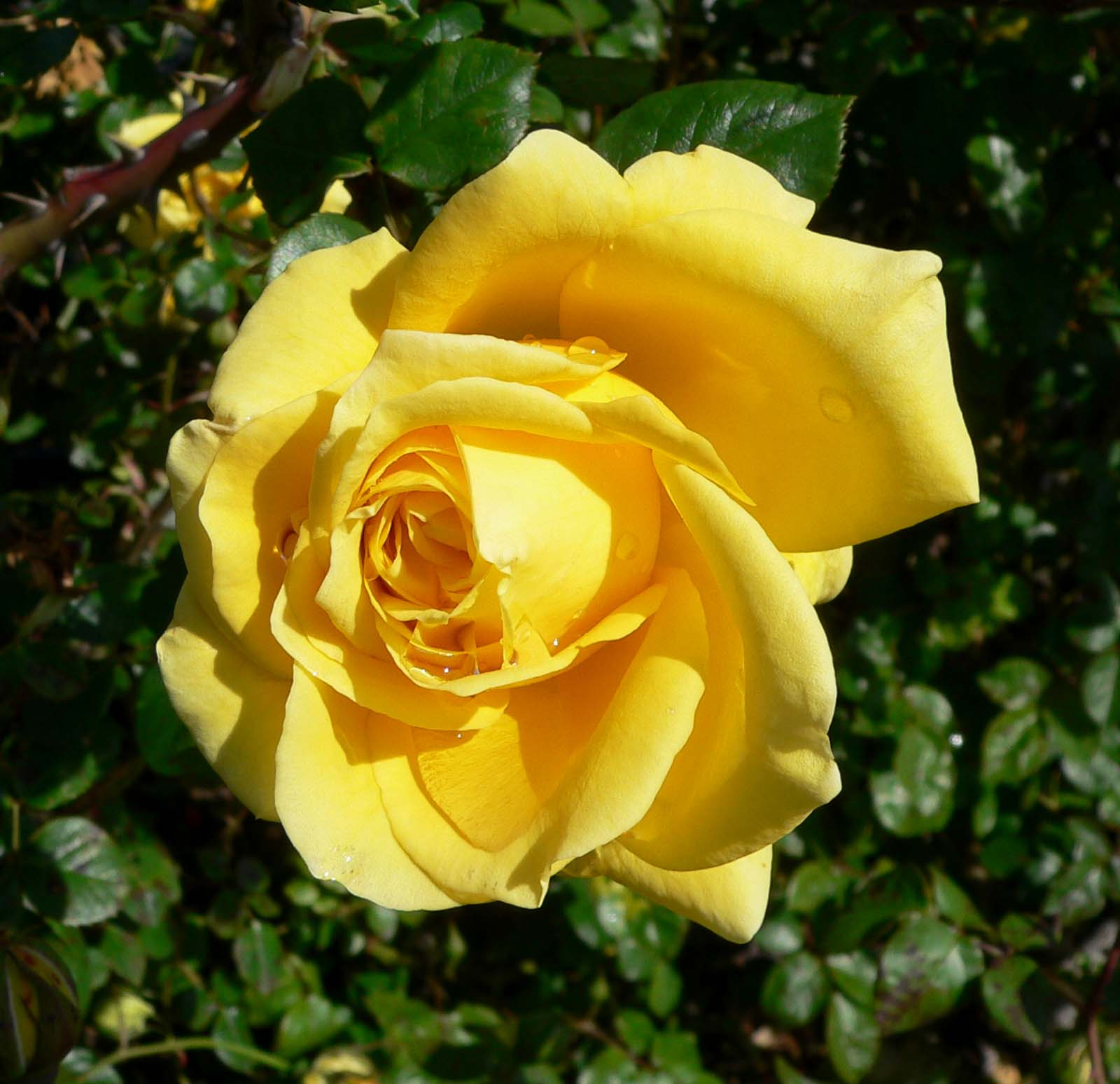
'Sunbonnet', Swim & Weeks 1967.
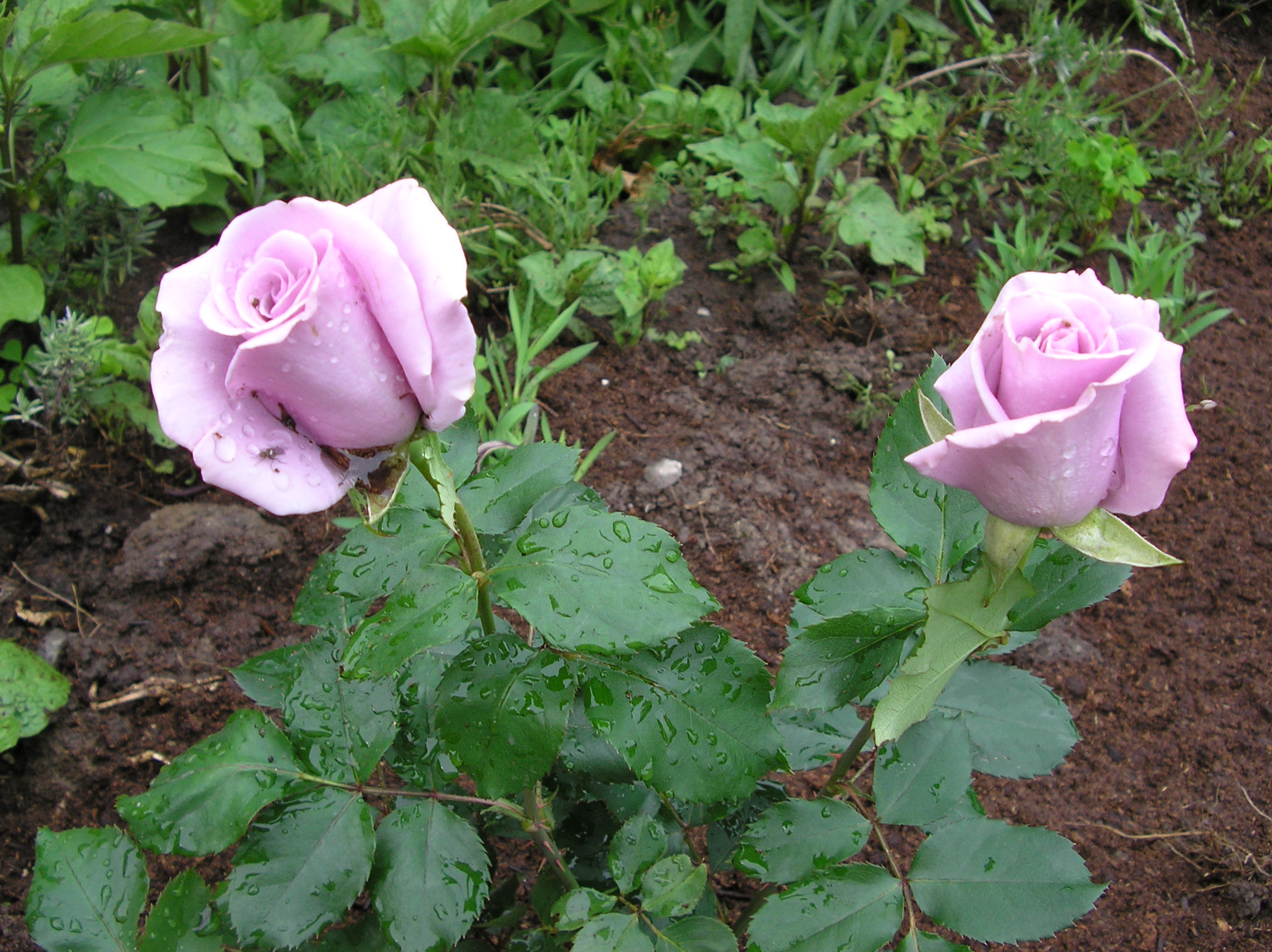
'Angel Face', Swim & Weeks 1968.
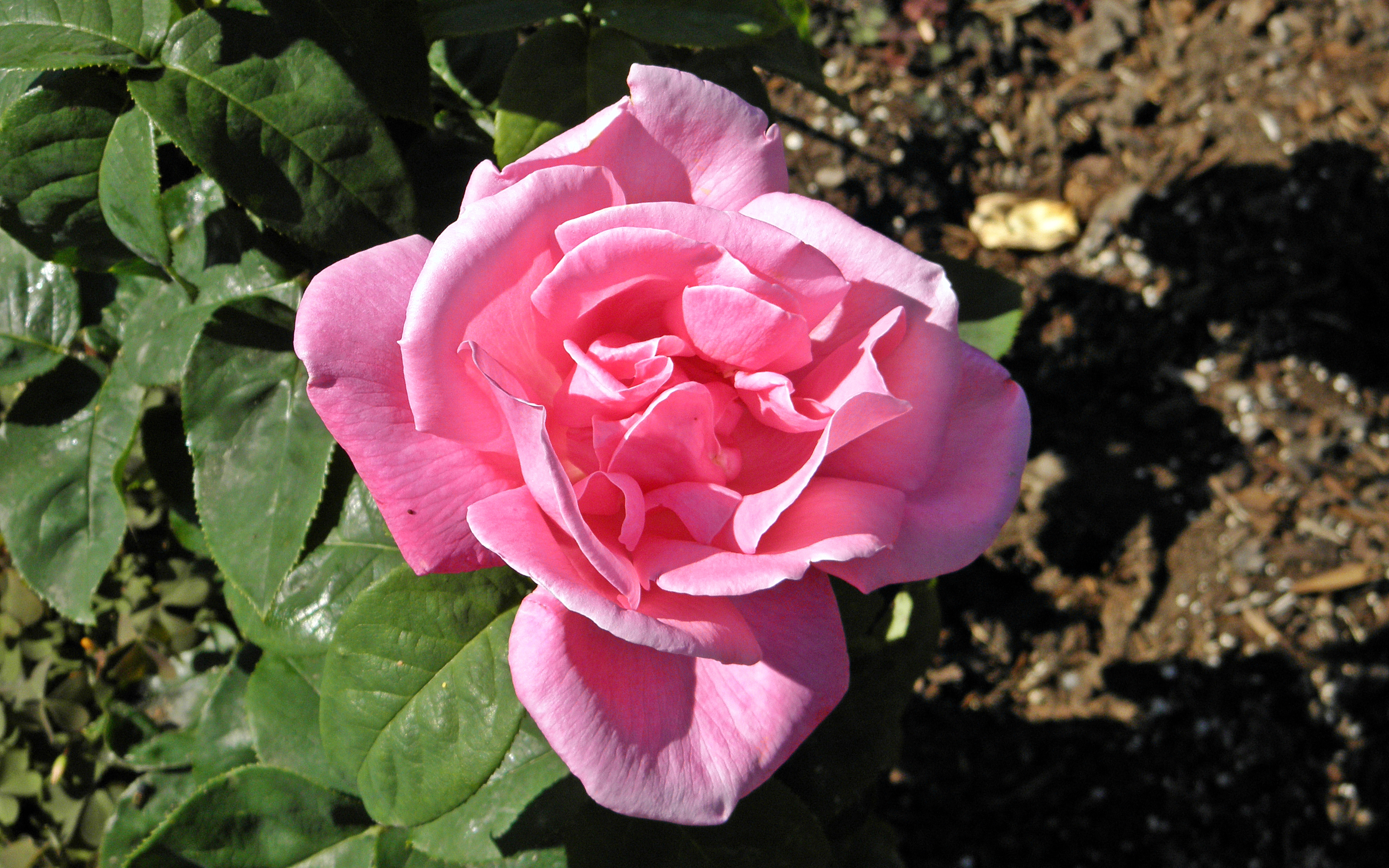
'Perfume Delight', Swim & Weeks 1973.
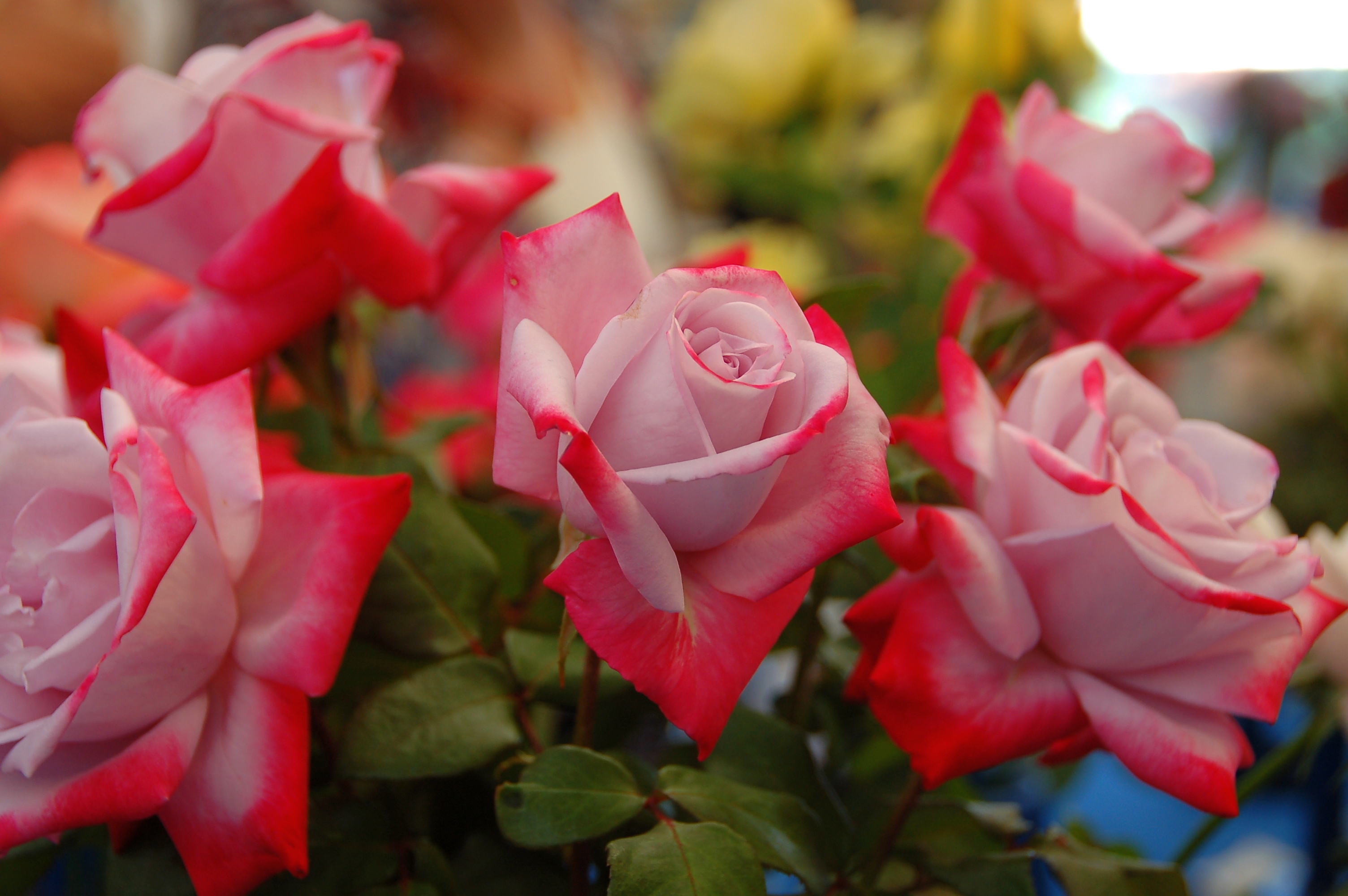
'Paradise', Weeks 1978.
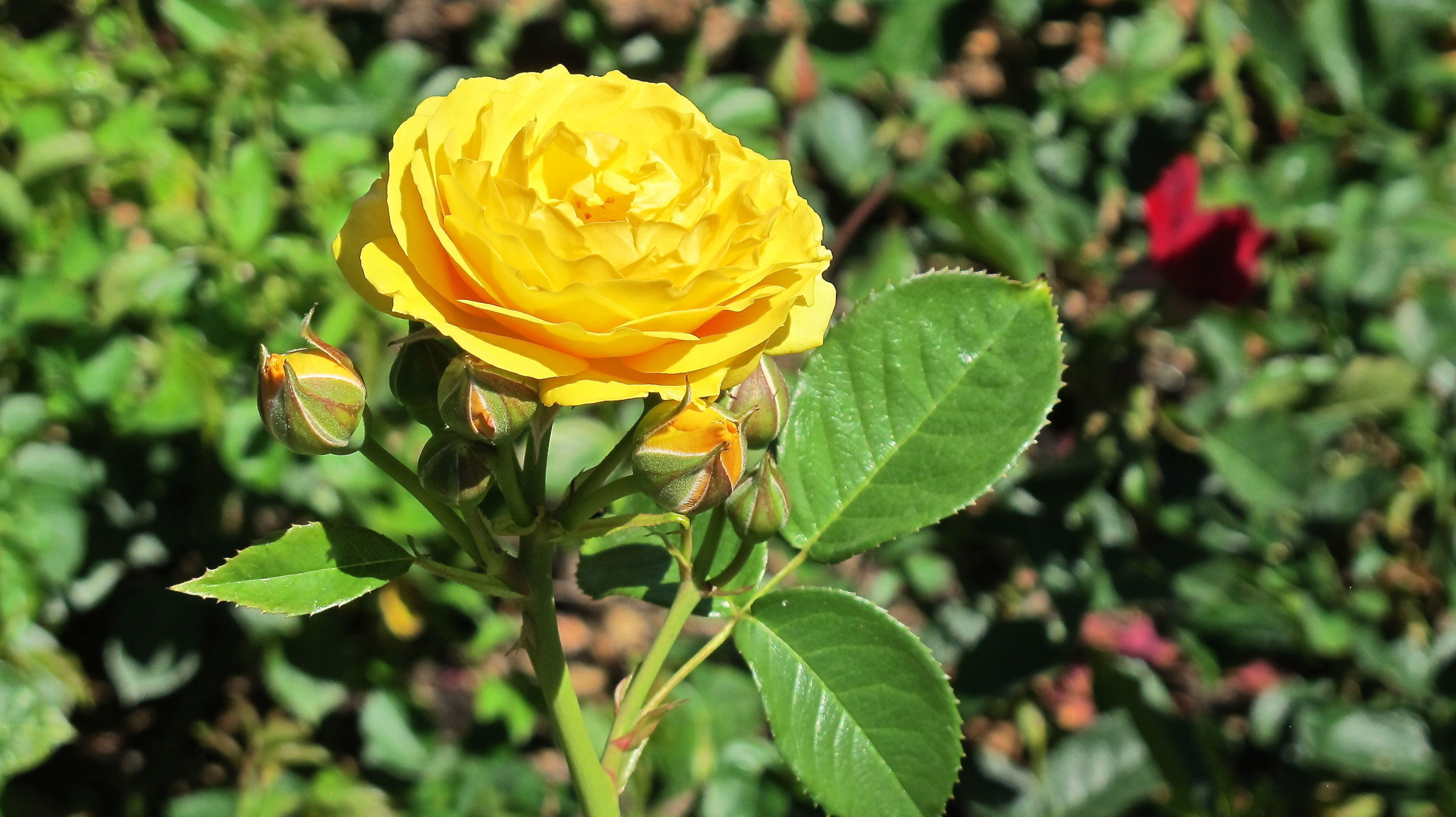
'Julia Child', Tom Carruth 2004.